# Kim Kimball
Kim Kimball (? - Littlerock?, 15 de febrer de 2011) fou un empresari estatunidenc que es dedicà especialment al sector de la motocicleta. Conegut com a Mr. Montesa, fou el responsable de la introducció de la marca catalana als EUA i de la seva distribució en exclusiva al país a partir de la dècada del 1960.

## Montesa Motors
Juntament amb la seva germana, Kimball va decidir de crear una empresa per a importar les Montesa. El 1963, va visitar el saló de la motocicleta de Laconia (Nou Hampshire), i hi va encarregar cinc unitats de Scrambler (nom que rebia als EUA la Montesa Impala Cross) i de Montesa Impala, totes de 175cc. Poc després, aprofitant el ressò comercial l'Operació Impala -en què tres Montesa havien recorregut 20.000 km a l'Àfrica- i els èxits esportius que aconseguiren ell i Bill Messer amb les Scrambler en curses de desert pel sud de Califòrnia, va aconseguir muntar tres concessionaris, ampliats més tard amb quatre o cinc més a Oregon i Washington. Partint d'aquest nucli inicial, el negoci, registrat amb el nom de Montesa Motors, s'expandí ràpidament.
Montesa Motors va començar com una societat limitada formada pels socis originals: Kim Kimball; la seva germana Renee amb el seu marit Harold Wooley; el seu germà Harold amb la seva dona Marianne; la seva altra germana Nada amb el seu marit Richard Eastwood i Milton i Betty Page. La seva fou sempre una empresa familiar, en què al llarg dels anys hi participà el seu pare, ambdues germanes, un cunyat, un germà, un fill, una filla i diversos nebots. Un temps després, Dan Gurney, conegut pilot de Fórmula 1, esdevingué accionista de l'empresa i va aportar-hi altres inversors, quasi tots provinents del món de l'automobilisme: John Klug, Richie Ginther, Phil Hill i Mickey Thompson. També l'actor Steve McQueen, amic personal de Kimball, participà en la societat. Amb l'entrada dels nous socis, fou possible aconseguir finançament a gran escala de l'Orange County Bank i poder, doncs, formalitzar comandes més importants a Montesa. La raó social de l'empresa canvià aleshores a Montesa Motors Inc.
Kimball va començar el seu negoci al garatge de casa seva i després en una petita botiga del West Avenue de Los Angeles. Més tard, es va traslladar a unes instal·lacions més grans de Beverly Boulevard, amb un departament complet de recanvis. Montesa Motors Inc. va arribar a crear una xarxa de més de 350 concessionaris arreu dels EUA.

## Promocions publicitàries
Expert en màrqueting i publicitat, Kim Kimball va idear nombroses accions promocionals per tal de donar a conèixer la marca "Montesa" i els seus models als EUA. Molt connectat amb el negoci de l'espectacle de Hollywood, feia aparèixer la marca pertot: des de revistes il·lustrades a pel·lícules o programes de televisió, entre ells el popular show d'Ed Sullivan. En una ocasió, Kimball aparegué amb la seva Montesa als minuts inicials del conegut show The Smothers Brothers Comedy Hour. La càmera el seguí mentre la conduïa per la ciutat, per l'estudi de televisió, pels passadissos del plató i fins al micròfon de l'escenari, on es va aturar al costat de Dick Smothers.
Kim Kimball fou el responsable dels primers anuncis en color a doble pàgina als fulls centrals de la revista Cycle World i fou també dels primers a emprar gràfics amb fons negres i colors radicals.

### Viva Montesa

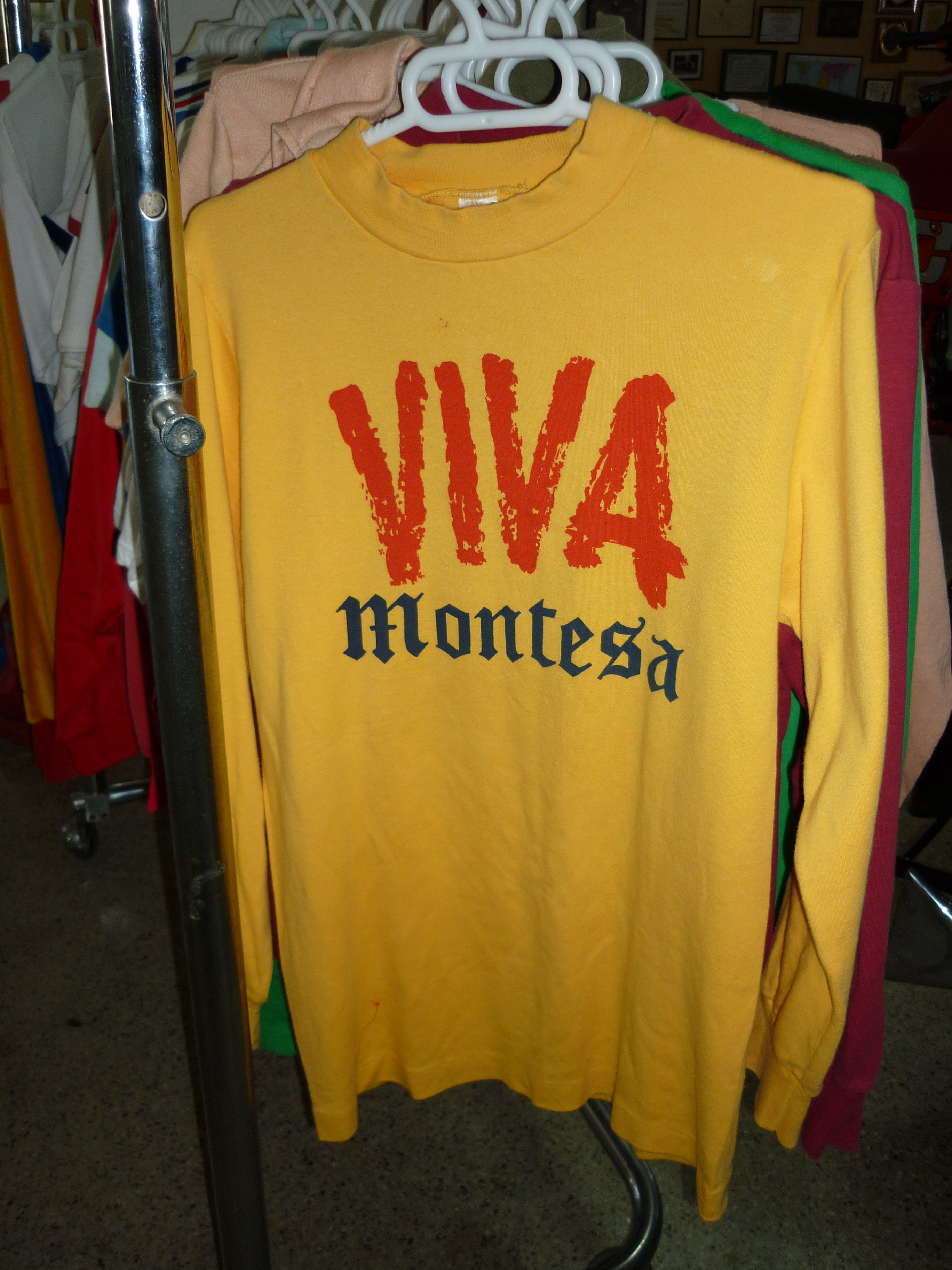
El lema "Viva Montesa" va tenir gran difusió durant els 60 i 70

Kim Kimball tenia força enginy per als lemes comercials. Va crear l'eslògan «Wheeler Dealer» ("Distribuïdor sobre rodes") per als butlletins de notícies que enviava als seus distribuïdors sobre els esdeveniments de Montesa. També creà el lema més famós de la història de la marca catalana: «Viva Montesa». La frase es va fer tan popular que se'n varen produir i vendre milers de samarretes, adhesius i productes de tota mena. Kimball n'havia encarregat el disseny a una empresa especialitzada, la qual s'inspirà en el famós «Viva Zapata!». La gestació del lema partí d'un malentès: quan Kimball va encarregar al dissenyador una frase i un logotip per a la marca de motos que representava, Montesa, aquest li preguntà d'on era aquesta marca. Kimball li va respondre que d'Espanya i el dissenyador li contestà: «OK, "Viva Zapata". Ja te'n faré el disseny». Sembla que el dissenyador, com tants altres americans, va confondre o associar Espanya amb Mèxic.
Quan Pere Pi visità Montesa Motors a començaments dels 60, va veure el logotip i se'n va endur algunes mostres, en forma de samarretes estampades, a la fàbrica Montesa d'Esplugues de Llobregat. L'empresa decidí adoptar el disseny i, ben aviat, el "Viva Montesa" esdevingué un èxit comercial a l'estat espanyol i a Europa, on s'escampà ràpidament.

### Famosos
Estrelles de Hollywood com ara Steve McQueen, John Wayne o James Caan van aparèixer en un moment o altre amb una Montesa o algun producte de marxandatge relacionat. A la pel·lícula Big Jake (1971), John Wayne condueix una Montesa Cappra, mentre que a Freebie and the Bean (1974), James Caan condueix una Montesa Cota 247. Kim Kimball ja havia aconseguit que aquest darrer model aparegués en una seqüència de la pel·lícula documental On Any Sunday (1971).
Diverses celebritats varen comprar motos Montesa, entre elles Steve McQueen (qui conduïa sovint la seva pel desert de Califòrnia), Bill Shatner i la llegenda del beisbol Hank Aaron. Fins i tot es va fer arribar un exemplar de Montesa King Scorpion a l'astronauta Neil Armstrong poc després que hagués tornat de la missió Apollo 11 (1969), en què fou el primer home a caminar sobre la Lluna. La idea se li acudí a Pere Permanyer, gran admirador del progrés científic i tècnic, i Montesa Motors la va materialitzar: Harold Kimball va escriure una carta a Armstrong expressant-li el seu desig de regalar-li la moto i aquest el va telefonar per dir-li que, en cas que acceptés, no implicava cap suport a la marca i la notícia no es podia fer servir com a promoció publicitària. Arribats a aquest acord, Kim Kimball en persona li va lliurar la moto.

## Competició
Kimball va promocionar la marca especialment en competició. A la Mint 400, Steve Kirk fou tercer a la classe dels 360cc. Kirk i Kim Kimball van córrer després la Baja 1000 i Kimball va establir-hi el rècord de Tijuana a La Paz sense cap equip de suport.
Diversos pilots de flat track varen pilotar Montesa en nombrosos esdeveniments, com ara Eddie Mulder (aquest, també en curses de desert), Swede Savage, qui en va pilotar al cèlebre circuit d'Ascot (al Gran Los Angeles), i Kenny Roberts durant el seu primer any.
En motocròs, nombrosos pilots competiren amb les Cappra amb èxit durant anys, entre ells John DeSoto, Mike Runyard, Ron Nelson, Tim Hart i Peter Lamppu. Per tal de patrocinar-los, Kimball creà una empresa anomenada Racers Infinity. En col·laboració amb Dan Gurney i Joe Parkhurst, l'editor de la revista Cycle World, va formar l'American Moto-Cross Team (AMXT) amb la finalitat de portar un equip nord-americà a Europa per a seguir-hi el Campionat del món. L'equip es va finançar amb donacions públiques i van aconseguir enviar Ron Nelson i John DeSoto al mundial de 1969.